# Pola (Filipinas)
Pola es un municipio filipino de tercera categoría perteneciente a la provincia isleña de Mindoro Oriental en Tagalas Sudoccidentales. Con una extensión superficial de 159,34  km² y tiene una población de 34.984 personas que habitan en 7193 hogares. Para las elecciones a la Cámara de Representantes está encuadrado en el Primer Distrito Electoral de esta provincia.

## Geografía
El municipio de Nauján se encuentra situado en la parte nororiental de la isla de Mindoro. Su término linda al norte con el municipio de Nauján, al sur con el municipio de Pinamalayán, al este con la bahía de Pola en el mar de Sibuyán y al oeste con el lago  Nauján y con el municipio de Socorro.
Son ribereños del lago, declarado Parque nacional, los barrios de Matula-tula, Tagbakin y Casiligán.

## Barrios
El municipio de Pola se divide, a los efectos administrativos, en 23 barangayes o barrios, conforme a la siguiente relación:
| - Bacaguán - Bacungán - Batuhán - Bayanán | - Biga - Buhay Na Tubig - Calubasanhón - Calima | - Casiligán - Malibago - Maluanluán - Matulatula | - Pahilahán - Panikihán - Población I - Población II | - Pula - Puting o Cacao - Tagbakin - Tagumpay | - Tiguihán - Campamento - Misong |  |

## Historia
El 28 de abril de 1904 los municipios de Bongábong y Pola fueron anexados a Pinamalayán como barrios.

## Patrimonio
Iglesia parroquial católica bajo la advocación de la San Juan Bautista, consagrada en 1937. Forma parte del vicariato del Divino Salvador, en la Vicaría Apostólica de Calapán sufragánea de la Arquidiócesis de Lipá.